# Lacaussade
Lacaussade é uma comuna francesa na região administrativa da Nova Aquitânia, no departamento Lot-et-Garonne. Estende-se por uma área de 10,64 km². Em 2010 a comuna tinha 220 habitantes (densidade: 20,7 hab./km²).